# Cheonmachong
Das Cheonmachong ist die Grabstätte einer unbekannten Person in Gyeongju aus der Silla-Dynastie, vermutlich aus dem späten 5. oder frühen 6. Jahrhundert gelegen im Daereungwon, einer parkartigen Anlage im Zentrum Gyeongjus mit einer Vielzahl solcher Grabhügel.
Frei übersetzt bedeutet der Name „Grabstätte des himmlischen Pferdes“.
Die Anlage wurde 1973 von Archäologen geöffnet, wobei über 12.000 Artefakte gefunden wurden, einschließlich einer Goldkrone und vieler anderer Schmuckstücke. Auch ein Bild, nach dem das Grab benannt wurde, wurde hier gefunden. Abgebildet ist ein galoppierendes Pferd, ähnlich wie es in den Gräbern aus der Goguryeo-Dynastie in Nordkorea gefunden wurde.
Das Grab kann heute betreten werden, in seinem Inneren werden Repliken der Grabfunde ausgestellt. Die Originale befinden sich im Gyeongju National Museum, wenige Kilometer südlich von Gyeongju.
Zusammen mit vielen anderen Funden aus der Silla-Dynastie wurde das Grab im Jahr 2000 von der UNESCO zum Weltkulturerbe ernannt.